# Antoine Teissier
Antoine Teissier, né à Montpellier le 28 janvier 1632 et mort à Berlin le 7 septembre 1715, est un historien français qui a été conseiller d'ambassade et historiographe du roi de Prusse.

## Biographie
Né dans une famille protestante, son père, Jean Teissier, était receveur-général de la province de Languedoc et sa mère était fille de M. Baudran, seigneur de Veistrie et conseiller au Présidial de Nîmes.
Après des études à Lunel, Anduze et Montauban où il apprend le grec et le latin, il se rend à Paris pour suivre des études de droit. Reçu avocat, il revient à Nîmes pour exercer sa fonction au Présidial de Nîmes qu'il quitte rapidement pour raison de santé. En 1660, il entre au Conseil de la ville de Nîmes, membre du « Consistoire des réformés ». Le 1er avril 1682, il sera l'un des 26 membres de l'Académie royale de Nîmes, et participe activement à ses travaux.
Il se marie en 1683 avec Suzanne Cambon, veuve Despierre, et en 1685, après la révocation de l'édit de Nantes, est contraint de s'exiler à Genève puis à Berne en 1689 où il devient rédacteur de la Gazette de Berne. Installé à Berlin en 1692, il succède à Samuel von Pufendorf comme historiographe de la cour du roi de Prusse et fut par intermittence responsable de l'éducation du prince-héritier Frédéric-Guillaume.

## Ouvrages
Partisan de l'Union protestante, il traduisit surtout des écrits théologiques, confessionnels et historiques.
- Les Eloges des Hommes Savans tirez de l'histoire de M. de Thou (1683)
- Page de couverture d'une traduction de Antoine TeissierLes vies de Jean Calvin et de Théodore de Bèze mises en françois (1681)

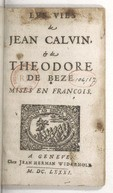
Page de couverture d'une traduction de Antoine Teissier

- Des Devoirs de l'Homme & du Citoyen, traduit du latin de Pufendorf (1690)
- Instructions de l'empereur Charles Quint à Philippe II, et de Philippe II au prince Philippe son fils, avec la méthode tenue pour l'éducation des enfants de France
- Instructions morales & politiques (1700)
- Lettres choisies de Calvin, traduites en françois (1702)
- Abrégé de la Vie des Princes illustres (1700)
- Abrégé de l'Histoire des Electeurs de Brandebourg (1705)
- Traité de la Concorde Ecclésiastique des Protestans (1687)
- Histoire de la Negociation des Ambassadeurs envoyés au Duc de Savoye par les Cantons Evangeliques l'année 1686 (1690)